# Masala
Masala ou massala (em hindi: गरम मसाला, transl. Garam masala) é um termo genérico originalmente utilizado na culinária indiana para descrever uma mistura de temperos (ervas, especiarias e aromatizantes), acrescentada em preparações de pratos.